# Imitatore
Un imitatore è, nel campo dello spettacolo, un artista in grado di assumere voce, intercalari, modi di dire e rumori, gestualità e movimenti particolari di altre persone.
L'etimologia della parola è latina, l'italiano 'imitatore' deriva dal latino imitator, -oris.
La carriera degli imitatori è spesso collegata alla televisione e i personaggi proposti dagli stessi deriverebbero da tale mezzo di comunicazione, si pensi ad esempio alle imitazioni dei comici Corrado Guzzanti (che ha imitato - fra gli altri - personaggi televisivi come Emilio Fede e Gianfranco Funari) e Virginia Raffaele (che ha imitato, fra le altre, Raffaella Carrà, Belen Rodriguez, Ornella Vanoni e Bianca Berlinguer).